# Floods of Tears
Floods of Tears/Yasouka (夜想花?) è il singolo di debutto del gruppo musicale giapponese de L'Arc~en~Ciel, pubblicato il 25 novembre 1992. Si tratta di un'edizione limitata di cui furono prodotte soltanto mille copie.

## Tracce
CD Singolo UKCD-1039
1. Floods of tears - 5:41
2. Yasouka (夜想花) - 5:34